# Форсайт, Джон
Джон Форсайт (англ. John Forsythe, при рождении Джон Линкольн Фройнд (англ. John Lincoln Freund); 29 января 1918 — 1 апреля 2010) — американский актёр. Получил наибольшую известность благодаря ролям одинокого плейбоя-отца Бентли Грегга в ситкоме 1950-х годов «Отец-холостяк» (1957—1962), невидимого миллионера Чарльза Таунсенда в остросюжетном сериале 1970-х годов «Ангелы Чарли» (1976—1981) и жестокого главы семьи Блейка Кэррингтона в «мыльной опере» 1980-х годов «Династия» (1981—1989).

## Ранние годы
Джон Линкольн Фрейнд, самый старший из троих детей, родился в городе Пенс-Гров, штат Нью-Джерси, в еврейской семье. Родители: мать — Бланш Матерсон (урождённая Блом) и Сэмюель Иеремия Фрейнд, фондовый брокер. Форсайт вырос в Бруклине, штат Нью-Йорк, где его отец работал бизнесменом на Уолл-стрит во время Великой депрессии 1930-х годов.
В 16 лет Форсайт окончил Среднюю школу Авраама Линкольна в Бруклине и стал посещать Северокаролинский университет в городе Чапел-Хилл. В 1936 году, когда ему исполнилось 18 лет, он стал работать спортивным комментатором на стадионе «Эббетс Филд» в Бруклине, штат Нью-Йорк, тем самым усиливая свою детскую любовь к бейсболу.

## Карьера

### Карьера в кино и военная служба
Форсайт начал актёрскую карьеру по предложению отца. Благодаря кинокомпании Warner Bros. Форсайт успешно сыграл несколько маленьких ролей. В результате он получил небольшую роль в фильме «Пункт назначения — Токио» (1943). Оставив телевизионную карьеру ради участия во Второй мировой войне, он вступил в ряды ВВС Армии США. В 1944 году Форсайт играл на сцене и снялся в одноимённом фильме «Крылатая победа»; потом работал с ранеными солдатами, у которых были проблемы с речью.
В 1947 году Форсайт поступил в начальный класс Актёрской студии (позже ставшей очень престижной), где он познакомился с другими многообещающими молодыми актёрами, включая Марлона Брандо и Джули Харрис. В это время Форсайт играл на Бродвее в пьесах «Мистер Робертс» и «Чайная церемония».
В 1955 году Альфред Хичкок предложил Форсайту роль в фильме «Неприятности с Гарри», в котором также впервые снималась Ширли Маклейн. Судя по кассовым сборам, фильм оказался безуспешным, и Форсайт решил, что работа в кино — слишком тяжёлая профессия и начал сниматься на телевидении. Однако в начале 1960-х годов Форсайт снялся в таких фильмах, как «Кошечка с хлыстом» (1964) и «Хладнокровное убийство» (1967).

### Карьера на телевидении

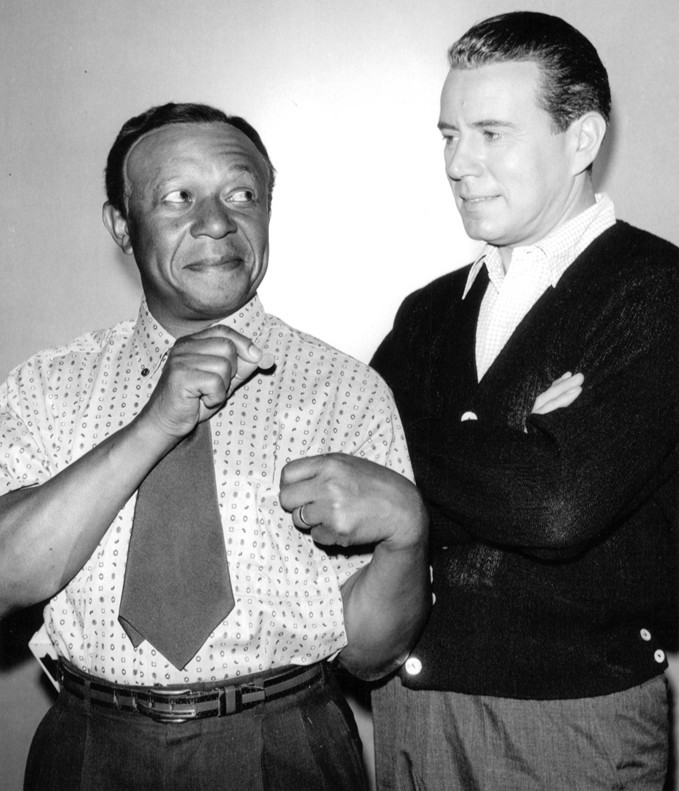
С Эдди Андерсоном (слева) на съёмках сериала «Отец-холостяк (телесериал, США)», 1962 год.

#### «Одинокий отец»
В 1957 году Форсайт получил главную роль в ситкоме «Одинокий отец», который шёл на канале CBS. Его герой Бентли Грегг — адвокат-плейбой, ставший приёмным отцом своей племяннице Келли (роль играла Норин Коркоран) после смерти её родителей. Шоу сразу оказалось в первых строчках рейтинговых показов, и следующий сезон уже транслировался на канале NBC, а осенью 1961 года — на канале ABC.
В разных эпизодах Форсайт работал с такими перспективными актрисами, как Мэри Тайлер Мур, Барбара Иден, Донна Дуглас, Салли Келлерман, Сью Эн Лэнгдон и Линда Эванс. Последний сезон ситкома 1961 года «Одинокий отец» получил низкие рейтинги и вскоре сериал был закрыт.

#### После «Одинокого отца»
В 1960-х годах Форсайт пробовал выпускать две новые телевизионные программы: «Шоу Джона Форсайта» на канале NBC при участии Гая Маркса, Эльзы Ланчестер, Энн Би Дэвис, Пегги Липтон и дочерей — Пэйдж и Брук (1965—1966) и «В Рим с любовью» на канале CBS (1969—1971) с участием Уолтера Бреннана. В период с 1971 по 1977 год Форсайт был ведущим синдицированных серий о природе «Мир выживания». С 1970-х годов по 1985 год он также был диктором в рекламных роликах, посвящённых пиву «Микелоб».

#### «Ангелы Чарли»
Форсайт начал своё 13-летнее сотрудничество с Аароном Спеллингом в 1976 году, когда получил роль загадочного невидимого миллионера и частного детектива Чарльза Таунсенда в остросюжетном телесериале «Ангелы Чарли» (1976—1981). Голос Таунсенда был слышен только из спикерфона, который давал инструкции «Ангелам» касательно их миссии в эпизоде. Сериал имел огромный успех и был показан в более чем 90 странах. Форсайт быстро стал самым высокооплачиваемым актёром на телевидении. К 1980 году рейтинг сериала «Ангелы Чарли» стал падать, но Форсайт продолжал работать в сериале.

#### «Династия»
В 1981 году, ближе к окончанию съёмок сериала «Ангелы Чарли», Форсайт был выбран на роль коварного главы семьи Блейка Кэррингтона в сериале «Династия». Сериал Аарона Спеллинга «Династия» был ответом канала ABC на очень успешный сериал «Даллас», транслировавшийся на канале CBS. В период с 1985 по 1987 год Форсайт также играл роль Блейка Кэррингтона в сериале «Династия 2: Семья Колби».
Сериал «Династия» стал для Форсайта вершиной актёрской карьеры, а его роль лишь это подтвердила. Форсайт и его герой стали иконами поп-культуры 1980-х годов, что способствовало признанию Форсайта как одного из самых успешных мужчин в Голливуде. Сериал на основе реальной жизни раскрывал такие темы, как семейная вражда, перестрелки иностранных революционеров, внебрачные дети, секс, наркотики, а также показывал расточительный образ жизни и эффектную одежду героев.
На съёмках сериала «Династия» Форсайт снова встретился с приглашённой в сериал «Одинокий отец» актрисой Линдой Эванс, которая заменила Энджи Дикинсон в роли сострадательной и заботливой молодой жены Блейка Кристал. Любовные отношения между Форсайтом и Эванс были очевидны, а так как они являлись главной женатой парой в сериале, их постоянно обсуждали в различных ток-шоу и СМИ. На протяжении всего сериала Форсайт, Эванс и Коллинз рекламировали парфюмы под названием «Династия».
Сериал «Династия» закончился в 1989 году после девятого сезона. Форсайт стал единственным актёром, который снимался во всех 220 сериях. За эту роль Форсайт трижды выдвигался на получение премии «Эмми» в период с 1982 по 1984 год в номинации «Лучшая мужская роль в драматическом телесериале», но удача обходила его стороной; шесть раз становился номинантом премии «Золотой глобус», которую завоевал дважды; также номинировался пять раз на получение премии Soap Opera Digest Award, которую выиграл дважды. В это же время Форсайт отпраздновал 45-летнюю годовщину своей свадьбы.

#### «Сильные мира сего»
В 1992 году, после трёхлетнего перерыва, Форсайт снова приступил к съёмкам в ситкоме Нормана Лира «Сильные мира сего», транслировавшемся на канале NBC. Сериал не занимал высоких строчек в рейтингах, и спустя год был закрыт.

### Карьера после 1990-х годов
Форсайт снова сыграл роль Чарли Таунсенда, но уже в кинофильме-ремейке «Ангелы Чарли» (2000) и в продолжении «Ангелы Чарли: Только вперёд» (2003). Помимо семьи, Форсайт занимался собственной картинной галереей.
В 2005 году актёр Бартоломью Джон сыграл роль Форсайта в фильме «Династия: За кулисами секса, алчности и интриг», основанном на вымысле и закулисных интригах съёмок сериала «Династия».
2 мая 2006 года состоялся показ фильма Dynasty Reunion: Catfights & Caviar с участием Форсайта и других актёров, снимавшихся в сериале «Династия», таких как Линда Эванс, Джоан Коллинз, Памела Сью Мартин, Эл Корли, Гордон Томсон и Кэтрин Оксенберг. Этот фильм продолжительностью 1 час транслировался на канале CBS.
В 2000-х годах также участвовал в ежегодной рождественской программе, читая сказки детям, которая снималась недалеко от дома престарелых, где он жил, в датской деревне Сольванг, штат Калифорния, к северу от Лос-Анджелеса.

## Личная жизнь
В 1939 году Форсайт женился на актрисе Паркер Маккормик (1918—1980). В 1943 году у пары родился сын Далл, однако вскоре Форсайт развёлся с женой.
В 1943 году Форсайт познакомился с Джули Уоррен, которая сначала работала в театре, а позже стала самостоятельной успешной актрисой, добившись роли на Бродвее в мюзикле «Вокруг света». Уоррен стала второй женой Форсайта, и в начале 1950-х годов у пары родились две дочери — Пэйдж и Брук. Уоррен скончалась в больнице 15 августа 1994 года в возрасте 74 лет. Форсайту, прожившему с ней 51 год, пришлось принять трудное решение отключить систему жизнеобеспечения жены — долгое время она была в коме из-за проблем с лёгкими
В 2002 году Форсайт женился на предпринимательнице Николь Картер, которая была младше его на 22 года.

## Болезни и смерть
В 1979 году из-за проблем с сердцем Форсайту четыре раза делали шунтирование. Операции прошли очень удачно, и он вернулся к работе в сериале «Ангелы Чарли».
В октябре 2006 года в прессе были публикации о том, что Форсайт лечился от рака кишечника, и в ноябре этого же года был выписан из больницы.
Джон Форсайт умер 1 апреля 2010 года от пневмонии в Санта Йнез, Калифорния. Его жена Николь умерла спустя шесть недель, 11 мая 2010 года.

## Фильмография

### Кино
| Год  | Название на русском           | Оригинальное название           | Роль                    | Примечания                  |
| ---- | ----------------------------- | ------------------------------- | ----------------------- | --------------------------- |
| 1943 | Северная погоня               | Northern Pursuit                | капрал                  | не указан в титрах          |
| 1943 | Курс на Токио                 | Destination Tokyo               | Спаркс                  |                             |
| 1949 | —                             | Arson, Inc.                     | комментатор автогонок   | озвучка; не указан в титрах |
| 1952 | Город в плену                 | The Captive City                | Джим Остин              |                             |
| 1953 | Это происходит каждый четверг | It Happens Every Thursday       | Боб Макэвой             |                             |
| 1953 | Стеклянная паутина            | The Glass Web                   | Дон Ньюэлл              |                             |
| 1953 | Побег из Форта Браво          | Escape from Fort Bravo          | капитан Джон Марш       |                             |
| 1955 | Неприятности с Гарри          | The Trouble with Harry          | Сэм Марлоу              |                             |
| 1956 | Дочь посла                    | The Ambassador’s Daughter       | сержант Дэнни Салливан  |                             |
| 1956 | Всё, кроме правды             | Everything But the Truth        | Эрни Миллер             |                             |
| 1959 | Мститель                      | Il vendicatore                  | Владия Дубровский       |                             |
| 1964 | Кошечка с хлыстом             | Kitten with a Whip              | Дэвид Страттон          |                             |
| 1966 | Мадам Икс                     | Madame X                        | Клэй Андерсон           |                             |
| 1967 | Хладнокровное убийство        | In Cold Blood                   | Элвин Дьюи              |                             |
| 1969 | Отрезанные от мира            | Marooned                        | Олимпус / президент     | не указан в титрах          |
| 1969 | Топаз                         | Topaz                           | Майкл Нордстром         |                             |
| 1969 | Счастливый конец              | The Happy Ending                | Фред Уилсон             |                             |
| 1977 | Гудбай и аминь                | Goodbye & Amen                  | американский посол      |                             |
| 1979 | Правосудие для всех           | …And Justice for All            | судья Генри Т. Флеминг  |                             |
| 1988 | Новая рождественская сказка   | Scrooged                        | Лью Хэйворт             |                             |
| 1992 | Новая жизнь Стэна и Джорджа   | Stan and George’s New Life      | отец                    |                             |
| 1994 | —                             | Dream of Flight (70mm)          | рассказчик              | короткометражный фильм      |
| 1997 | —                             | Kings of the Court              | н/д                     | сразу на видео              |
| 1999 | Счастливого Рождества!        | We Wish You a Merry Christmas   | мистер Райан            | мультфильм; озвучка         |
| 2000 | Ангелы Чарли                  | Charlie’s Angels                | Чарльз «Чарли» Таунсенд | озвучка                     |
| 2003 | Ангелы Чарли: Только вперёд   | Charlie’s Angels: Full Throttle | Чарльз «Чарли» Таунсенд | озвучка                     |

### Телевидение
| Год       | Название на русском               | Оригинальное название                  | Роль                               | Примечания                                       |
| --------- | --------------------------------- | -------------------------------------- | ---------------------------------- | ------------------------------------------------ |
| 1948      | —                                 | Stage Door                             | Кит Берджесс                       | телефильм                                        |
| 1948      | Телевизионный театр Крафта        | Kraft Television Theatre               | н/д                                | телесериал; 2 эпизода                            |
| 1948      | Актёрская студия                  | Actor’s Studio                         | н/д                                | эпизод: The Widow of Wasdale Head                |
| 1949      | —                                 | NBC Presents                           | н/д                                | эпизод: Just for Tonight                         |
| 1949—1955 | Первая студия                     | Studio One                             | разные персонажи                   | телесериал; 10 эпизодов                          |
| 1951      | —                                 | The Ford Theatre Hour                  | Питер Флинт                        | эпизод: The Golden Mouth                         |
| 1951      | Роберт Монтгомери представляет    | Robert Montgomery Presents             | доктор Фредерик Стил               | эпизод: Dark Victory                             |
| 1951      | —                                 | Starlight Theatre                      | н/д                                | телесериал; 2 эпизода                            |
| 1951      | —                                 | Cosmopolitan Theatre                   | н/д                                | эпизод: Time to Kill                             |
| 1951—1952 | Отбой                             | Lights Out                             | разные персонажи                   | телесериал; 3 эпизода                            |
| 1951—1952 | Саспенс                           | Suspense                               | Уилтшир / Дэвид                    | телесериал; 5 эпизодов                           |
| 1951—1952 | Опасность                         | Danger                                 | н/д                                | телесериал; 2 эпизода                            |
| 1951—1958 | Театр звёзд Шлица                 | Schlitz Playhouse of Stars             | доктор Джон Картер / Питер Бронсон | телесериал; 5 эпизодов                           |
| 1952      | Пулитцеровский театр              | Pulitzer Prize Playhouse               | н/д                                | телесериал; 2 эпизода                            |
| 1952      | —                                 | Curtain Call                           | н/д                                | эпизод: The Season of Divorce                    |
| 1952      | Телевизионный театр Филко         | The Philco Television Playhouse        | н/д                                | телесериал; 2 эпизода                            |
| 1954      | Стальной час Соединенных Штатов   | The United States Steel Hour           | профессор Гилберт Джардин          | эпизод: King’s Pawn                              |
| 1955      | —                                 | The Elgin Hour                         | Джордж Конуэй                      | эпизод: Driftwood                                |
| 1955—1958 | Кульминация                       | Climax!                                | разные персонажи                   | телесериал; 5 эпизодов                           |
| 1955—1962 | Альфред Хичкок представляет       | Alfred Hitchcock Presents              | Ким Стенджер / Майкл Барнс         | телесериал; 2 эпизода                            |
| 1956      | —                                 | Playwrights ’56                        | Джо Невилл                         | эпизод: Return to Cassino                        |
| 1956      | —                                 | Star Stage                             | н/д                                | эпизод: A Place to Be Alone                      |
| 1956      | Телевизионный театр Goodyear      | Goodyear Television Playhouse          | лейтенант Джон Стэлман             | эпизод: Stardust II                              |
| 1957      | Театр Зейна Грея                  | Zane Grey Theater                      | Дэвид Марр                         | эпизод: Decision at Wilson’s Creek               |
| 1957      | Театр «Дженерал Электрик»         | General Electric Theater               | Бентли Грегг                       | эпизод: New Girl in His Life                     |
| 1957—1962 | Одинокий отец                     | Bachelor Father                        | Бентли Грегг                       | телесериал; основная роль                        |
| 1958      | Майор и малютка                   | The Major and the Minor                | н/д                                | телефильм                                        |
| 1959      | —                                 | Lux Playhouse                          | полковник Билл Адамс               | эпизод: The Miss and Missiles                    |
| 1959      | Воскресная витрина                | Sunday Showcase                        | Эл Манхейм                         | телесериал; 2 эпизода                            |
| 1962      | Чайная церемония                  | Teahouse of the August Moon            | капитан Фисби                      | телефильм                                        |
| 1963      | Премьера Алкоа                    | Alcoa Premiere                         | Энди Бэллард                       | эпизод: Five, Six, Pick Up Sticks                |
| 1963      | Шоу Дика Пауэлла                  | The Dick Powell Show                   | Питер Кент                         | эпизод: The Third Side of a Coin                 |
| 1963      | —                                 | Kraft Mystery Theater                  | н/д                                | эпизод: Go Look at the Roses                     |
| 1963—1966 | —                                 | Insight                                | Рэй / Дэвид                        | телесериал; 2 эпизода                            |
| 1964      | Смотри, как они бегут             | See How They Run                       | Мартин Янг                         | телефильм                                        |
| 1964      | Театр создателей саспенса         | Kraft Suspense Theatre                 | разные персонажи                   | телесериал; 2 эпизода                            |
| 1965      | Боб Хоуп представляет             | Bob Hope Presents the Chrysler Theatre | Чарли Кинг                         | эпизод: In Any Language                          |
| 1965—1966 | Шоу Джона Форсайта                | The John Forsythe Show                 | майор Джон Фостер                  | телесериал; основная роль                        |
| 1967      | Бежать от твоей жизни             | Run for Your Life                      | Спенсер Холт                       | эпизод: A Choice of Evils                        |
| 1967      | Колокол Адано                     | A Bell for Adano                       | майор Виктор Джопполо              | телефильм                                        |
| 1968      | Тень на земле                     | Shadow on the Land                     | генерал Уэнделл Брюс               |                                                  |
| 1969—1971 | В Рим с любовью                   | To Rome with Love                      | Майкл Эндикотт                     | телесериал; основная роль                        |
| 1970      | —                                 | The Tim Conway Comedy Hour             | разные персонажи                   | эпизод: Episode #1.8                             |
| 1971      | Однажды скрытое убийство          | Murder Once Removed                    | доктор Рон Уэллсли                 | телефильм                                        |
| 1973      | Письма                            | The Letters                            | Пол Андерсон                       | телефильм                                        |
| 1973      | —                                 | Lisa, Bright and Dark                  | Уильям Шиллинг                     | телефильм                                        |
| 1974      | —                                 | Cry Panic                              | Дэвид Райдер                       | телефильм                                        |
| 1974      | Полицейская история               | Police Story                           | Сэм Маккало                        | эпизод: Chief                                    |
| 1974      | —                                 | The Healers                            | доктор Роберт Кир                  | телефильм                                        |
| 1974      | Ужас на 40-м этаже                | Terror on the 40th Floor               | Дэниел «Дэн» Оверленд              | телефильм                                        |
| 1975      | Башня смерти                      | The Deadly Tower                       | лейтенант Элвуд Форбс              | телефильм                                        |
| 1975      | —                                 | Medical Story                          | Эймос Уинклер                      | эпизод: Million Dollar Baby                      |
| 1976      | Амелия Эрхарт                     | Amelia Earhart                         | терапевт Патнем                    | телефильм                                        |
| 1976—1981 | Ангелы Чарли                      | Charlie’s Angels                       | Чарльз «Чарли» Таусенд             | телесериал; основная роль                        |
| 1977      | Хвостовой стрелок Джо             | Tail Gunner Joe                        | Пол Каннингем                      | телефильм                                        |
| 1977      | —                                 | Emily, Emily                           | Найлс Путем                        | телефильм                                        |
| 1977      | —                                 | Never Con a Killer                     | И Джей Валериан                    | телефильм                                        |
| 1978      | Ужас в круизе                     | Cruise Into Terror                     | преподобный Чарльз Мэтер           | телефильм                                        |
| 1978      | С этим кольцом                    | With This Ring                         | генерал Альберт Харрис             | телефильм                                        |
| 1978      | Пользователи                      | The Users                              | Рид Джеймисон                      | телефильм                                        |
| 1980      | —                                 | A Time for Miracles                    | инициатор канонизации              | телефильм                                        |
| 1981—1989 | Династия                          | Dynasty                                | Блейк Кэррингтон                   | телесериал; основная роль                        |
| 1981      | —                                 | Sizzle                                 | Майк Каллахан                      | телефильм                                        |
| 1982      | Загадочные двое                   | Mysterious Two                         | Он                                 | телефильм                                        |
| 1983      | Лодка любви                       | The Love Boat                          | Берт Гарднер                       | телесериал; 2 эпизода                            |
| 1985—1986 | Династия 2: Семья Колби           | The Colbys                             | Блейк Кэррингтон                   | телесериал; 4 эпизода                            |
| 1987      | —                                 | On Fire                                | Джо Лири-старший                   | телефильм                                        |
| 1988      | —                                 | D.C. Follies                           | в роли самого себя                 | эпизод: Reagan Auditions for a Part on «Dynasty» |
| 1990      | —                                 | Opposites Attract                      | Рекс Ропер                         | телефильм                                        |
| 1991      | Династия: Примирение              | Dynasty: The Reunion                   | Блейк Кэррингтон                   | мини-сериал; основная роль                       |
| 1992—1993 | Сильные мира сего                 | The Powers That Be                     | сенатор Уильям Франклин Пауэрс     | телесериал; основная роль                        |
| 1996      | Приключения из книги добродетелей | Adventures from the Book of Virtues    | Дедал                              | мультсериал; эпизод: Responsibility; озвучка     |
| 1996      | Гаргульи: Хроники Голиафа         | Gargoyles: The Goliath Chronicles      | Пэт Дойл                           | мультсериал; эпизод: Ransom; озвучка             |

## Награды и номинации
| Награда        | Год  | Категория                                       | Название работы | Результат |
| -------------- | ---- | ----------------------------------------------- | --------------- | --------- |
| Золотой глобус | 1982 | Лучшая мужская роль в драматическом телесериале | Династия        | Номинация |
| Золотой глобус | 1983 | Лучшая мужская роль в драматическом телесериале | Династия        | Победа    |
| Золотой глобус | 1984 | Лучшая мужская роль в драматическом телесериале | Династия        | Победа    |
| Золотой глобус | 1985 | Лучшая мужская роль в драматическом телесериале | Династия        | Номинация |
| Золотой глобус | 1986 | Лучшая мужская роль в драматическом телесериале | Династия        | Номинация |
| Золотой глобус | 1987 | Лучшая мужская роль в драматическом телесериале | Династия        | Номинация |
| Эмми           | 1982 | Лучшая мужская роль в драматическом телесериале | Династия        | Номинация |
| Эмми           | 1983 | Лучшая мужская роль в драматическом телесериале | Династия        | Номинация |
| Эмми           | 1984 | Лучшая мужская роль в драматическом телесериале | Династия        | Номинация |